# Thalelaios
Thallelaios († 283/284 in Edessa; altgriechisch Θαλλέλαιος, lateinisch Thalelaeus, deutsch auch Thalaläus) war ein Heiliger der orthodoxen Kirche.
Die Namen seiner christlichen Eltern waren Beroukios und Romylia (Βερούκιος, Ρωμυλία). Er war Arzt und soll unter dem römischen Kaiser Numerian (283/284) im mesopotamischen Edessa das Martyrium erlitten haben. Sein Fest wird am 20. Mai begangen, mit ihm werden die Heiligen Asterius, Alexander und Gefährten in Edessa verehrt. Thalelaios wird zur Gruppe der Anargyri gezählt.